# بريا ديفيد
بريا ديفيد (بالإنجليزية: Priya David)‏ هي صحفية أمريكية، ولدت في 23 ديسمبر 1974 في تشيناي في الهند.